# Den Franske Skole
Den Franske Skole, (officielt Institut Jeanne d'Arc eller Jeanne d'Arc Skolen) var en katolsk pigeskole, der fra 1924 til 1945 lå på Frederiksberg Allé 74. Under anden verdenskrig blev den ramt af britiske bomber og ødelagt. 
Bygningen var opført af Sankt Joseph Søstrene og taget i brug i 1924. Bygningen var tegnet af arkitekten Christian Mandrup-Poulsen. Den internationale skole, der havde mange både udenlandske og protestantiske elever, rummede desuden et pensionat, hvor knap 40 skolepiger kunne bo fast. Skolen havde tilknyttet børnehave med tre stuer, der også modtog drenge. Børnehaven byggede på Maria Montessoris principper. 
Skolen bør ikke forveksles med Institut Sankt Joseph, der siden Jeanne d'Arc Skolens forsvinden til tider er blevet kaldt Den franske Skole.
En ny fransk skole på Frederiksberg ved navn Prins Henriks Skole blev åbnet i 1954.

## Shellhusbombardementet 21. marts 1945
Den 21. marts 1945 blev den franske skole ved en fejl ramt af bomber fra engelske fly, der skulle bombe Gestapos hovedkvarter i København Shellhuset. Angrebet skete i lav højde, og et bombefly ramte en lysmast, og styrtede i et garageanlæg ved siden af den franske skole. Røgen tiltrak de følgende fly, der fejlagtigt troede at området ved røgen var målet, hvorefter de kastede deres bomber, som ramte den franske skole. Ved ulykken befandt der sig 529 personer på skolen. Heraf 482 børn, 34 katolske søstre og 8 civile lærerinder.
Ved katastrofen på skolen omkom 106 personer: 86 børn, 10 nonner, 3 civile lærerinder, 1 voksen sprogelev, 2 brandfolk, 2 fædre og 2 hjælpere.
På grunden er i dag et mindesmærke udført af billedhugger Max Andersen fra 1953 og et boligbyggeri tegnet af Ole Hagen.
Ulykken er beskrevet i talrige film og bøger, blandt andet spillefilmen Skyggen i mit øje (2021) af Ole Bornedal, dokumentaren Angrebet på Shellhuset (2014) og bogen "Katastrofen på den franske skole" (2025) af Martin Sundstrøm. Der er også skrevet flere romaner om ulykken blandt andet "En dag i marts" (1988) af Peder Hove, "Pigen fra den franske skole" (2020) af Jacob Weinreich og "Englene over København" (2020) af Jonas Kleinschmidt.